# Qezeljeh Kand
Qezeljeh Kand (persiska: قزلجه كند, قِزِلجَه كَند) är en ort i Iran.   Den ligger i provinsen Kurdistan, i den nordvästra delen av landet, 300 km väster om huvudstaden Teheran. Qezeljeh Kand ligger 1 887 meter över havet och antalet invånare är 851.
Terrängen runt Qezeljeh Kand är platt åt sydost, men åt nordväst är den kuperad.Runt Qezeljeh Kand är det ganska tätbefolkat, med 58 invånare per kvadratkilometer. Närmaste större samhälle är Delbarān, 9,3 km söder om Qezeljeh Kand. Trakten runt Qezeljeh Kand består i huvudsak av gräsmarker.